# دانيال فاروجان
دانييل فاروجان (20 أبريل 1884 - 26 أغسطس 1915)، شاعر أرمني من أوائل القرن العشرين. تم ترحيله وقتله على يد حكومة تركيا الفتاة كجزء من الإبادة الجماعية للأرمن المخطط لها والمنفذة رسميًا وكان وقتها في سن الحادية والثلاثين من عمره وعلى وشك الوصول إلى مكانة دولية بمساهماته الأدبية.

## الحياة والعلم
اسمه الحقيقي دانيال تشبوكياريان (lang-hy)، ولد في جبل بركنيك في سيفاس، تركيا. بعد اكمال مرحلة تعليمه الأولى في المدرسة المحلية، أرسل إلى مدرسة مخيتاريان في إسطنبول خلال المجازر الحميدية عام 1886، ثم تابع علمه في مدرسة مراد-رافايليان في فينيسيا، وفي عام 1905 دخل إلى الجامعة غنت في بلجيكا، وتابع علمه في الأدب، علم الاجتماع والاقتصاد. في عام 1909، عاد إلى قريته ومارس المهنة التعليمية لمدة ثلاث سنوات. بعد زواجه مع أراكسي فاروجان، أصبح مدير مدرسة مار كريكوريوس المنور في إسطنبول.

## مجموعة محو امية مهيان
في عام 1914، تأسس فاروجان مع قسطان زاريان، هاكوب أوشاكان، أهارون بارسيغيان، وكيغام بارسيغيان مجموعة محو الامية ومجلة مهيان. هدفت هذه الحركة لبدء حركة النهضة الارمنية. رأى المشاركون الغاية منها كما يقظ الامة من قرون العبودية والظلام، إعادة تواصلها إلى الماضي ما قبل المسيحية («مهيان» يعني «معبد»)، ودعم الاستقلال ورفض الاستبداد، سواء من القيادة الفاسدة الخاصة أو الحكومة التركية.

## الموت

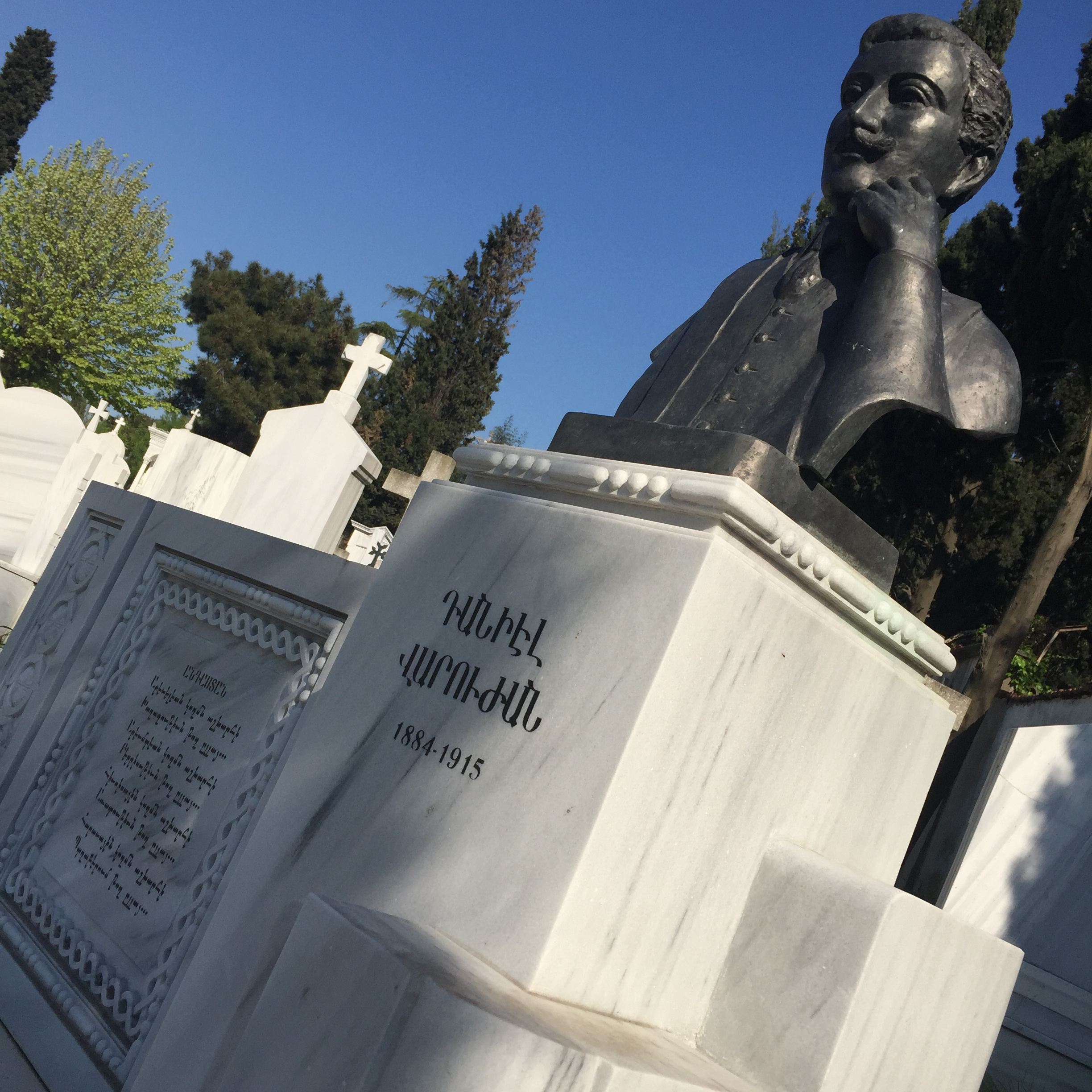
نصب تذكاري دانيال فاروجان في مقبرة شيشلي الارمنية في اسطنبول.

وصف كاتب ارمني ودكتور روبين سيفاك و3 شاهدون اخرون عذاب وموت فاروجان. بعد اعتقاله وبقاءه في السجن، قاله الاتراك انهم سوف يذهبون إلى القرية. وعلى الطريق، مسؤول تركي ومساعده مرافقان ب5 «شرطي» مسلح، وقفوا القافلة. بعد كشط السجناء، غادر المسؤول والمساعد وامرا للشرطيين يبعدوهم. أخذ الشرطيين السجناء إلى الغابة، هجموا عليهم، نزعوه ملابسهم وجعلهم عراة. ثم ربطوهم على الشجر واخذوا يقطعهم بالسكاكين ببطء. يمكن الشاهدين سماع صرخات السجناء من البعيد.
من أعمال فاروجان كان «غناء الخبز» (Հացին Երգը)، وهو مجموعة من قصائد، تتالف من 50 صفحة. كونه مصادر خلال الإبادة، انه مخطوط ناقص في وقت موته. كان «غناء الخبز» محفوط عند مسؤولين الاتراك بالرشوة، وقد صادر للعالم في عام 1921. تحتفل القصائد العظمة البسيطة، حياة القرية الزراعية التي تقودها فلاحو الارمن في الاناضول.
عبر صيامانطو وفاروجان بالالفاظ امال الارمن في اوائل القرن العشرين، أكثر مما عبر مفكرون الآخر. فاستخدم الاساطير والملاحم القديمة، والتاريخ الوثني يمثل منصة والاستعارة للتعبير عن تطلعاتها، انتظرا للخلاص من ظلم الاتراك ونهضة الفنون الارمنية.

## أعماله

### كتبه
لديه فاروجان 4 كتب للشعر:
1. ارتجافات (Սարսուռներ، 1906، فينيسيا)
2. قلب الاصل (Ցեղին Սիրտը، 1909، إسطنبول)
3. اغاني الوثنية (Հեթանոս Երգեր، 1912، إسطنبول)
4. غناء الخبز (Հացին Երգը، 1921، إسطنبول)

#### كتب أخرى
- Varoujan, Daniel. Le chant du pain (Marseilles: Editions Parentheses, 1990).
- Varujan, Daniel. Il canto del pane (Milan: Edizioni Angelo Guerini e Associati, 1992).
- Varuzhan, Daniel. Արծիւներու կարավանը (يريفان: "Hayastan" Hratarakchutyun, 1969).
- Բանաստեղծական երկեր (انطلياس: Tp. Kilikioy Katoghikosutean, 1986).
- Բանաստեղծություններ (يريفان: Haypethrat, 1955).
- Ձօն (يريفان: Hayastan Hratarakchutyun, 1975).
- Երկեր (يريفان: "Hayastan," 1969).
- Երկեր (القدس: "Haralez Hratarakchutiwn," 1973).
- Երկեր (يريفان: "Sovetakan Grogh" Hratarakchutyun, 1984).
- Երկերի լիակատար ժողովածու երեք հատորով (يريفان: Haykakan SSH GA Hratarakchutyun, 1986, 1987).
- Հարճը (يريفان: Haypethrat, 1946).
- Հարճը (بيروت: Tparan Etvan, 1952).
- Հարճը (يريفان: "Sovetakan Grogh" Hratarakchutyun, 1977).
- Հատընտիր (إسطنبول: Grakan Akumb-Zhamanak Gortsaktsutiwn, 1994).
- Հատընտիրներ (إسطنبول: Zhamanak, 1994).
- Հացին երգը (القدس: Tparan Srbots Hakobeants, 1950).
- Հացին երգը (يريفان: Haypethrat, 1964).
- Հացին երգը (اسطنيول: O. Arzuman, 1921).
- Հեթանոս երգեր (غلطيا، إسطنبول: Tpagrutiwn "Shant," 1912).
- Հեթանոս երգեր (القدس: Tparan Srbots Hakobeants, 1953).
- Հեթանոս երգեր. Հացին երգը. հատուածներ (مار غازار، فينيسيا: Mkhitarean hratarakutiwn, 1981).
- Նամականի (يريفان: Haypethrat, 1965).
- Poemes Varoujean (بيروت: Impr. Hamaskaine, 1972).
- Սարսուռներ (القدس: Srbots Hakobeants, 1950).
- Սարսուռներ. Ցեղին սիրտը. հատուածներ (مار غازار، فينيسيا: Mkhitarean hratarakutiwn, 1981).
- Stikhi (موسكو: Khudozhestvennaia lit-ra, 1984).
- Stikhi (يريفان: Izd-vo "Sovetakan Grogh," 1985).
- Ցեղին սիրտը (إسطنبول: Hratarakutiwn Artsiw Zogh. Gravacharanotsi, 1909).
- Ցեղին սիրտը (القدس: Tparan Srbots Hakobeants, 1953).
- Varoujean: poems (بيروت: Impr. Hamaskaine, n.d.).

### كتب عنه
- Esajanian, Levon. Դանիէլ Վարուժան (կեանքը եւ գործը) (إسطنبول: Berberian, 1919).